# جي إم سي إنفوي

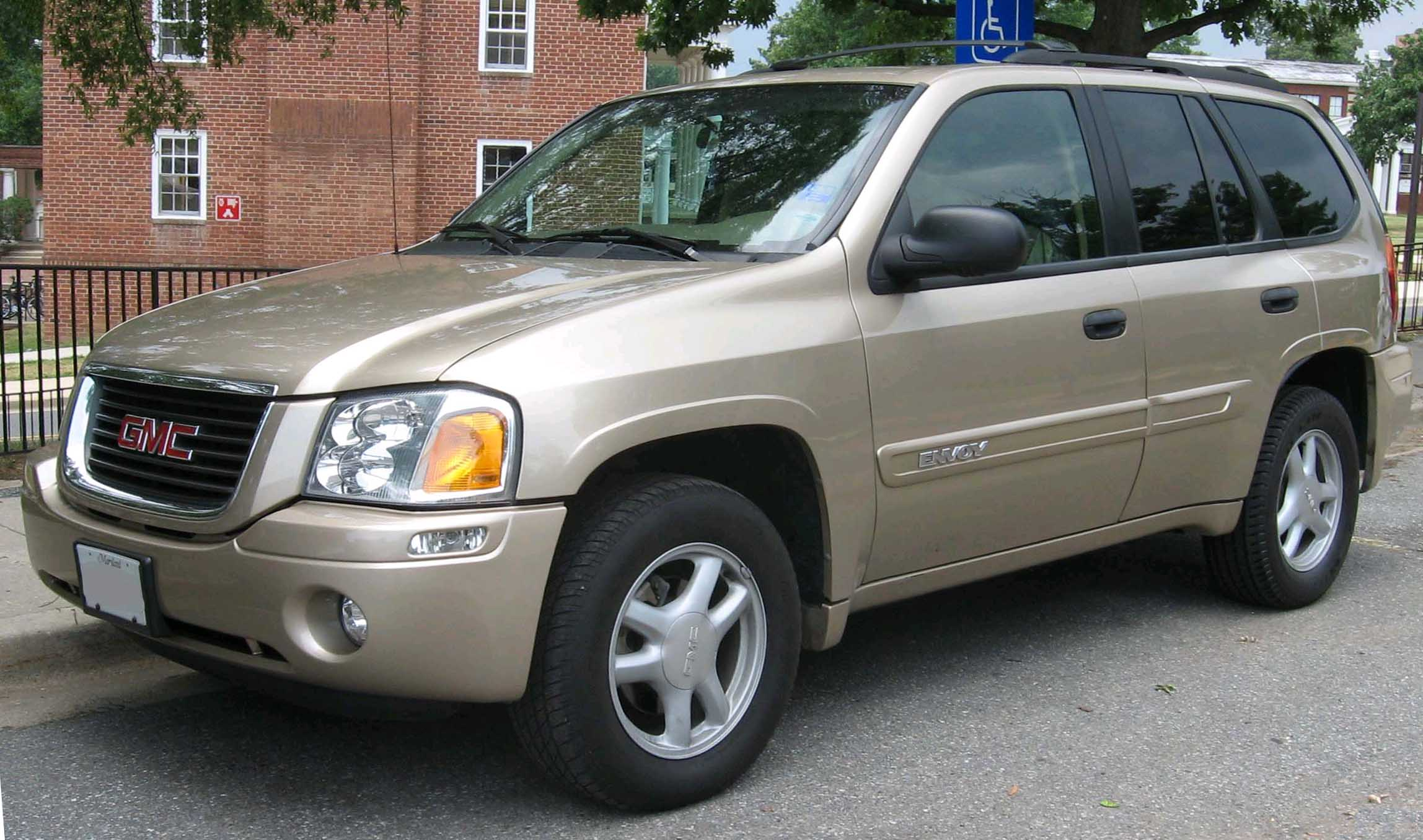
جي إم سي إنفوي

جي إم سي إنفوي بالإنجليزية GMC ENVOY هي مركبة من فئة USV أي الرياضية المتعددة الأغراض وذات دفع رباعي، تنتجها شركة جي إم سي الأمريكية التابعة لشركتها الأم جنرال موتورز
تم إنتاجها في العام 2000 وقدمت الي الاسواق في العام 2002 وتباع في الولايات المتحدة الأمريكية -كندا - البرازيل - المكسيك - أستراليا ا - دول الخليج ولبنان ،ونالت شهرة واسعة، وقد تم ايقاف إنتاجها بشكل نهائي في 2010 هيا وشقيقتها التؤام شيفرولية ترايل بلايزر واستبدلت السيارتان بـسيرتان جديدتان هما جي إم سي - اكاديا وشيفرولية ترافيس
أنواع إنفوي
1- انفوي SLE الموديل القياسي
2- انفوي SLT الموديل الفخم
2- انفوي XL العائلي ذو الـ 3 صفوف من المقاعد
3- انفوي دينالي الفئة الفخمة المحدودة الإصدار
أنواع المحركات
انفوي مزودة بنوعين من محركات البنزين
1- محرك فورتيك بسعة 4200 سي سي بـ 6 اسطوانات (سلندرات) متتالية و24 صماما مع حقن وقود الإلكتروني وتحكم كامل بالمحرك عن طريق كمبيوتر مركزي يولد 295 حصان عند 6000 دورة في الدقيقة
2- محرك دوراتيك بسعة 5300 سي سي بـ 8 اسطوانات (سلندرات) على شكل V و16 صماما مع حقن قود الإلكتروني وتحكم كامل بالمحرك عن طريق كمبيوتر مركزي يولد 320 حصان عند 5800 دورة في الدقيقة
المحرك الأول ذو الـ 6 اسطوانات يجهز قياسيا جميع أنواع الانفوي بينما الآخر يأتي اختياريا فقط وحصريا على الفئة المحدودة دينالي
المواصفات الفنية والتجهيزات
مقاعد من القماش الفخم (قياسي) وجلدية للفئة دينالي بتحكم كهربائي كامل- جهاز ملاحة يعمل باللمس مع كاميرا خلفية (اختياري) و(قياسي) مع الفئة دينالي - 6 اكياس هوائية امامية وجانبية وعلوية - نظام ABS لمنع انغلاق الفرامل - جهاز التحكم بالتماسك - دفع رباعي كامل مع علبة تحويل (اختياري) و(قياسي) مع الفئة دينالي - نظام بوس سمعي - بصري ديجيتال - بلوتوث مع 3 شاشات (امامية واثنتان خلف مساند الرأس) مع 9 مكبرات صوت رقمية ومضخم سراوند (اختياري) و(قياسي) مع الفئة دينالي - جهاز تسجيل للصوت مركب في الكنسول العلوي - مكيف الإلكتروني التحكم بـ 3 مناطق للتحكم (اختياري) لجميع الفئات و(قياسي) مع الفئة دينالي - عجلات معدنية 18 انش من الالومنيوم الخفيف - إشارات انعطاف مركبة على المرايا الجانبية - فتحة سقف اختيارية
المميزات
الشكل الجميل - القوة الهائلة في المحركات - اتساع المقصورة - الفخامة البالغة - العزم الهائل وسرعة الاستجابة الفورية
العيوب
ندرة قطع الغيار وارتفاع أسعارها بشكل حاد والاستهلاك العالي للوقود